# 日裔阿根廷人
日裔阿根廷人（日语：日系アルゼンチン人），是指取得阿根廷公民資格的日本人移民或他們的後裔。
日本人移民阿根廷始於1908年，多數人來自沖繩縣和鹿兒島縣，他們先進入巴西幾年後再前往阿根廷。日裔阿根廷人多數是城市中的小商人，主要在首都布宜諾斯艾利斯經營乾衣洗衣業和咖啡店，也有從事家庭雇傭、工業和漁民。一個重要的日僑社群分布於大布宜諾斯艾利斯內的貝倫埃斯科巴。
在1960年代至1970年代，很多日本人因當地的農業經濟機會前往阿根廷。根據阿根廷外交部資料，23000人是日僑第二代，其中仍保留日本國籍者有11,692人，總人口為34,711人。

## 歷史
在1930年代約有6000個日本人抵達阿根廷，當時阿根廷政府與日本仍保持友好關係直到二戰前夕。後來受到美國壓力中止與軸心國的外交關係並向它們宣戰，日本人也停止移民阿根廷，直到1950年代才再有人抵達。

## 文化
在布宜諾斯艾利斯擁有大量日本人口的地區，日本人協會和日本語學校等機構由日本早期移民建立。
在第二次世界大戰的美日衝突期間，阿根廷一直保持中立，直到1943年，才對日裔阿根廷人生活產生有限的影響。其中，限制包括禁止聚會，日語教育，報紙出版，以及凍結日本人資產這些政策在1944年至1946年期間仍然有效。

## 教育
Instituto Privado Argentino-Japonés，一所日語-西班牙語私立學校，成立於1922年。